# Kabinett Savisaar

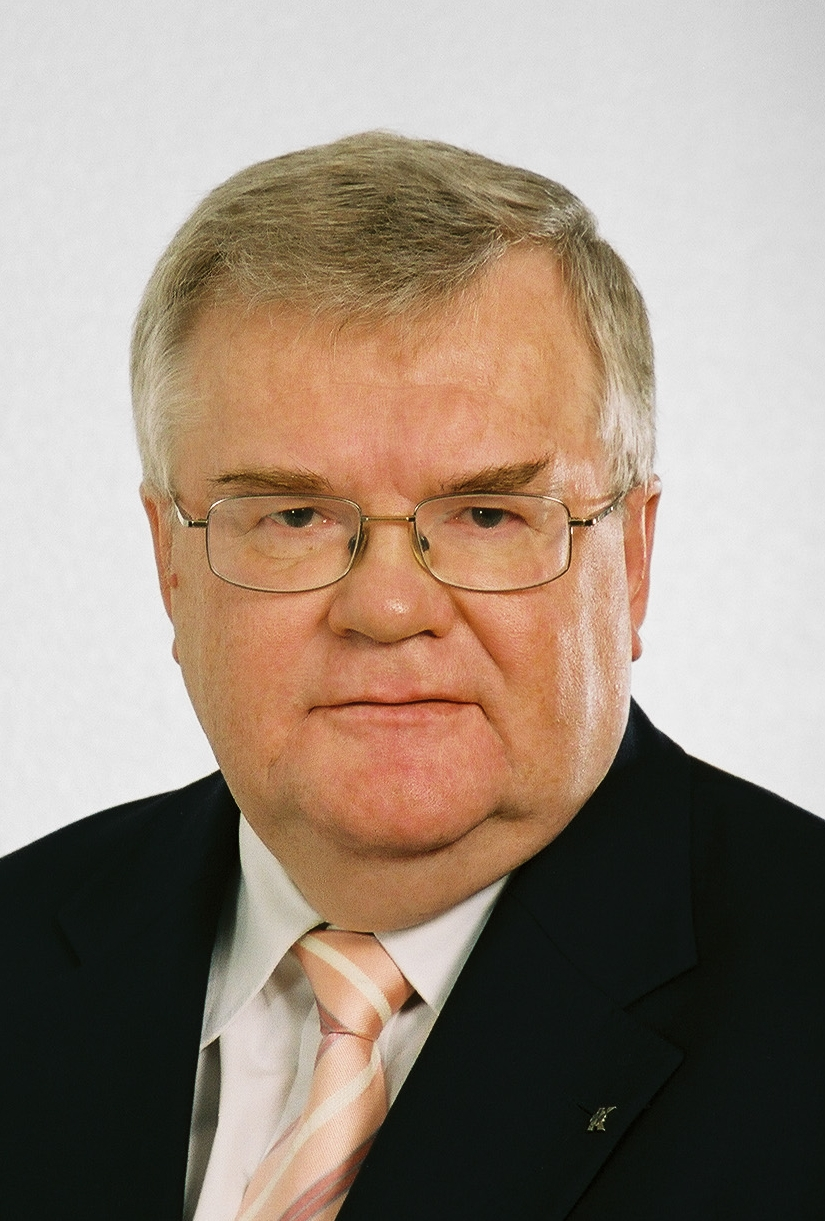
Edgar Savisaar (Aufnahme von 2005)

Regierung der Republik Estland unter Ministerpräsident Edgar Savisaar (Kabinett Savisaar)
Amtszeit: 3. April 1990 bis 30. Januar 1992

## Regierung
Das Kabinett unter Ministerpräsident Edgar Savisaar (1950–2022) war nach amtlicher Zählung die 34. Regierung der Republik Estland seit Ausrufung der staatlichen Unabhängigkeit 1918. Es war eine Übergangsregierung in der Phase der Loslösung Estlands von der Sowjetunion und der Wiederherstellung der staatlichen Souveränität der Republik Estland.
An der Spitze des Kabinetts stand Edgar Savisaar. Er war der starke Mann der 1988 gegründeten estnischen Demokratiebewegung Volksfront (Rahvarinne). Seine Regierung ging aus den ersten halbwegs freien Wahlen zum estnischen Parlament (Eesti NSV Ülemnõukogu) seit den 1930er Jahren hervor, die am 18. März 1990 stattfanden. Die Kandidaten der Rahvarinne errangen darin mit 24 Prozent und 45 Abgeordneten eine relative Mehrheit der 105 Sitze. Die Anhänger einer Wiederherstellung der estnischen Unabhängigkeit stellten im Parlament insgesamt 73 Abgeordnete, die Befürworter eines Verbleibs Estlands in der Sowjetunion 27. Edgar Savisaar wurde mit einer knappen Mehrheit von 54 Stimmen zum Ministerpräsidenten gewählt.
Am 8. Mai 1990 benannte das Parlament die Estnische SSR offiziell in Republik Estland um. Am 3. März 1991 fand eine Volksabstimmung über die Wiederherstellung der estnischen Unabhängigkeit statt. An ihr nahmen 82,86 Prozent der Stimmberechtigten teil. Von ihnen stimmten 77,83 Prozent für die Wiederherstellung der Unabhängigkeit.
Am 20. August 1991, während des Augustputschs in Moskau, votierte das estnische Parlament mit 69 Ja-Stimmen für die Wiederherstellung der estnischen Unabhängigkeit, die unmittelbar in Kraft trat.
Am 23. Januar 1992 trat Ministerpräsident Edgar Savisaar aufgrund der schweren Wirtschaftskrise und der Hyperinflation von seinem Amt zurück, nachdem ihm das Parlament weitergehende Vollmachten verweigert hatte.
Am 30. Januar 1992 wurde ein neues Kabinett unter Ministerpräsident Tiit Vähi ins Amt eingeführt. Es war die 35. Regierung der Republik Estland seit der Staatsgründung. Die Übergangsregierung blieb bis wenige Tage nach den Wahlen zum estnischen Parlament (Riigikogu) vom 20. September 1992 im Amt.

## Kabinettsmitglieder
| Ressort                             | Name              | Amtszeit              | Partei |
| ----------------------------------- | ----------------- | --------------------- | ------ |
| Ministerpräsident                   | Edgar Savisaar    | 03.04.1990–30.01.1992 |        |
| Staatsminister                      | Raivo Vare        | 17.04.1990–29.01.1992 |        |
| Bauminister                         | Gennadi Golubkov  | 11.04.1990–29.01.1992 |        |
| Bildungsminister                    | Rein Loik         | 03.04.1990–30.01.1992 |        |
| Justizminister                      | Jüri Raidla       | 17.04.1990–29.01.1992 |        |
| Ressourcenminister                  | Aleksander Sikkal | 17.04.1990–31.12.1991 |        |
| Handelsminister                     | Ants Laos         | 11.04.1990–31.12.1991 |        |
| Handelsminister                     | Aleksander Sikkal | 01.01.1992–29.01.1992 |        |
| Umweltminister                      | Toomas Frey       | 11.04.1990–13.02.1991 |        |
| Umweltminister                      | Tõnis Kaasik      | 13.02.1991–29.01.1992 |        |
| Kulturminister                      | Lepo Sumera       | 10.04.1990–29.01.1992 |        |
| Wirtschaftsminister                 | Jaak Leimann      | 11.04.1990–29.01.1992 |        |
| Landwirtschaftsminister             | Vello Lind        | 07.05.1990–13.02.1991 |        |
| Landwirtschaftsminister             | Harri Õunapuu     | 13.02.1991–29.01.1992 |        |
| Finanzminister                      | Rein Miller       | 07.05.1990–29.01.1992 |        |
| Infrastrukturminister               | Toomas Sõmera     | 25.04.1990–20.06.1991 |        |
| Verkehrsminister                    | Tiit Vähi         | 11.04.1990–16.04.1991 |        |
| Verkehrs- und Infrastrukturminister | Tiit Vähi         | 16.04.1991–29.01.1992 |        |
| Innenminister                       | Olev Laanjärv     | 17.04.1990–29.01.1992 |        |
| Sozialfürsorgeministerin            | Siiri Oviir       | 25.04.1990–29.01.1992 |        |
| Sozialminister                      | Arvo Kuddo        | 17.04.1990–24.10.1991 |        |
| Arbeitsminister                     | Arvo Kuddo        | 24.10.1991–29.01.1992 |        |
| Gesundheitsminister                 | Andres Ellamaa    | 10.04.1990–29.01.1992 |        |
| Industrie- und Energieminister      | Jaak Tamm         | 25.04.1990–12.12.1991 |        |
| Außenminister                       | Lennart Meri      | 11.04.1990–29.01.1992 |        |
| Minister ohne Geschäftsbereich      | Endel Lippmaa     | 11.04.1990–29.11.1991 |        |
| Minister ohne Geschäftsbereich      | Artur Kuznetsov   | 24.04.1990–29.11.1991 |        |